# 玉龙镇 (威宁县)
玉龙镇，是中华人民共和国贵州省毕节市威宁彝族回族苗族自治县下辖的一个乡镇级行政单位。
2015年12月8日，贵州省人民政府批复同意撤销玉龙乡建制，设置玉龙镇，撤乡设镇后行政区域和政府驻地不变。

## 行政区划
玉龙镇下辖以下地区：
沙田村、和平村、新民村、新发村、营寨村、田坝村、工农村、中营村、团结村、深沟村、新寨村、大寨村和飞蛾村。